# Пьервиллер
Пьервиллер (фр. Pierrevillers) — коммуна на северо-востоке Франции, регион Гранд-Эст (бывший Эльзас — Шампань — Арденны — Лотарингия), департамент Мозель. Входит в кантон Маранж-Сильванж.

## География
Пьервиллер расположен в 280 км к востоку от Парижа и в 13 км к северо-западу от Меца.

## История
- Первые поселения в окрестностях коммуны известны с древнеримских времён с 3 века.
- В 960 году здесь находилось поселение под латинским названием Petraevillare (вилла из камня).
- В 13 веке здесь находилась часовня тамплиеров, которые имели здесь многие другие постройки.
- С 14 века после уничтожения тамплиеров здесь обосновались госпитальеры (Мальтийский орден).
- В 1636 году захвачен хорватскими войсками в ходе Тридцатилетней войны. Пьервиллер был полностью разрушен.
- После возрождения и до Французской революции жители занимались в основном виноделием. В конце 19 века в результате эпидемий филлоксеры, грибковых заболеваний и конкуренции окрестных винодельческих коммун, находившихся в более благоприятных условиях, виноделие в Пьервиллере постепенно сошло на нет.
- С 1898 года здесь появилась шахта по добыче железной руды.

## Демография
По переписи 2011 года в коммуне проживало 1 500 человек.

## Достопримечательности
- Следы древнеримской крепости оппидума.
- Следы римской дороги.
- Руины построек тамплиеров и Мальтийского ордена.
- Церковь Сен-Мартен, построена тамплиерами в 1314 году.